# Maurice Michael Otunga
Maurice Michael Otunga (ur. 31 stycznia 1923 w Chebukwa, diecezja Kisumu, zm. 6 września 2003 w Nairobi), Sługa Boży Kościoła katolickiego, duchowny katolicki Kenii, arcybiskup Nairobi, kardynał.

## Życiorys
Był synem wodza plemiennego, przyjął chrzest w 1935. Studiował w seminarium w Kakamega (Kenia), seminarium w Gaba (Uganda) oraz w Papieskim Athenaeum "De Propaganda Fide" w Rzymie. 3 października 1950 w Rzymie przyjął święcenia kapłańskie.
Był wykładowcą seminarium w Kakamega, kanclerzem diecezji Kisumu, pracował także w delegaturze apostolskiej w Kenii.
17 listopada 1956 został mianowany biskupem pomocniczym Kisumu, ze stolicą tytularną Tacape; konsekracji dokonał 25 lutego 1957 w Kakamega arcybiskup James Knox, delegat apostolski w Afryce Brytyjskiej. W maju 1960 Otunga został przeniesiony na stolicę biskupią Kisii; brał udział w obradach Soboru Watykańskiego II (1962–1965). Od czerwca 1964 był dodatkowo wikariuszem wojskowym Kenii (od stycznia 1981 ordynariusz wojskowy).
15 listopada 1969 Otunga został podniesiony do godności arcybiskupa, ze stolicą tytularną Polymartium oraz funkcją koadiutora z prawem następstwa w archidiecezji Nairobi. Od października 1971 arcybiskup Nairobi; przewodniczący Konferencji Episkopatu Kenii.
5 marca 1973 został mianowany przez papieża Pawła VI kardynałem, z tytułem prezbitera S. Gregorio Barbarigo alle Tre Fontane. Brał udział w obu konklawe 1978, a także wielokrotnie w sesjach Światowego Synodu Biskupów w Watykanie (1977–1983 członek sekretariatu generalnego Synodu).
W maju 1997 złożył rezygnację z rządów archidiecezją Nairobi (w związku z osiągnięciem wieku emerytalnego); we wrześniu 1997 zrezygnował także z funkcji ordynariusza wojskowego. W styczniu 2003, kończąc 80 lat, utracił prawo udziału w konklawe.